# 小迪门岛
小迪门岛，法罗群岛中位于苏德岛和大迪门岛之间的无人岛，总面积0.8平方公里，为法罗群岛18个主要岛屿中面积最小的一个，也是唯一无人居住的岛屿。

## 简介
岛屿的三分之一下半部是悬崖，之上部分爬升至海拔为414米峰顶。岛上只生活着法罗羊和海鸟。登岸非常困难，且只能在天气好的时候进行。绵羊的主人在悬崖上设置了绳索以便助人攀爬。

### 重点鸟区
小迪门岛被國際鳥盟列为重点鸟区。岛上为很多海鸟的繁殖地方，特别是北极海鹦（10,000对）和European storm petrel（5,000对）。
岛上除了绵羊外没有别的陆地动物。

## 图集

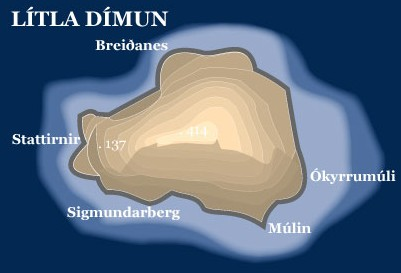
小迪门岛地图
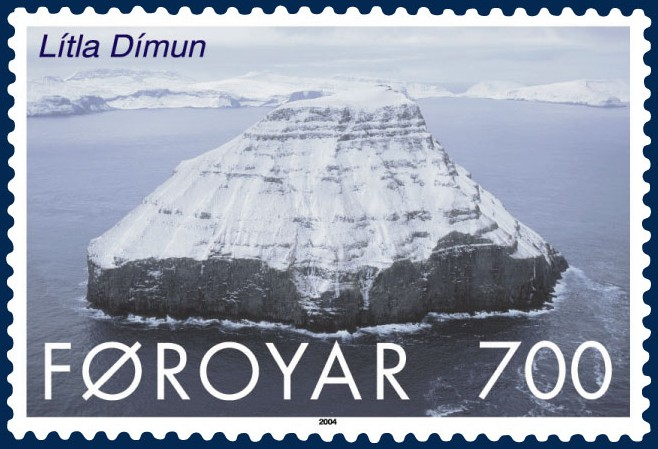
邮票上的小迪门岛
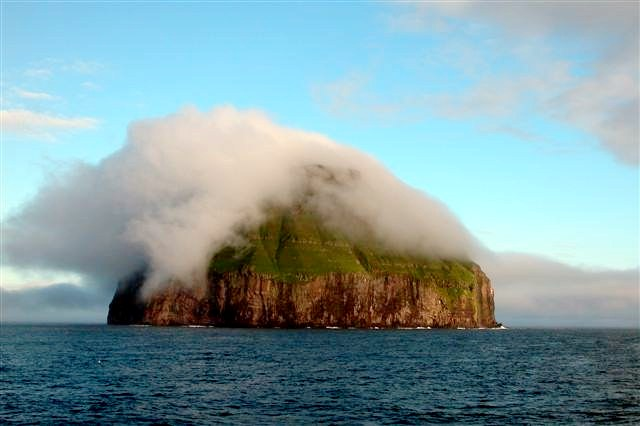
被浓雾覆盖的小迪门岛
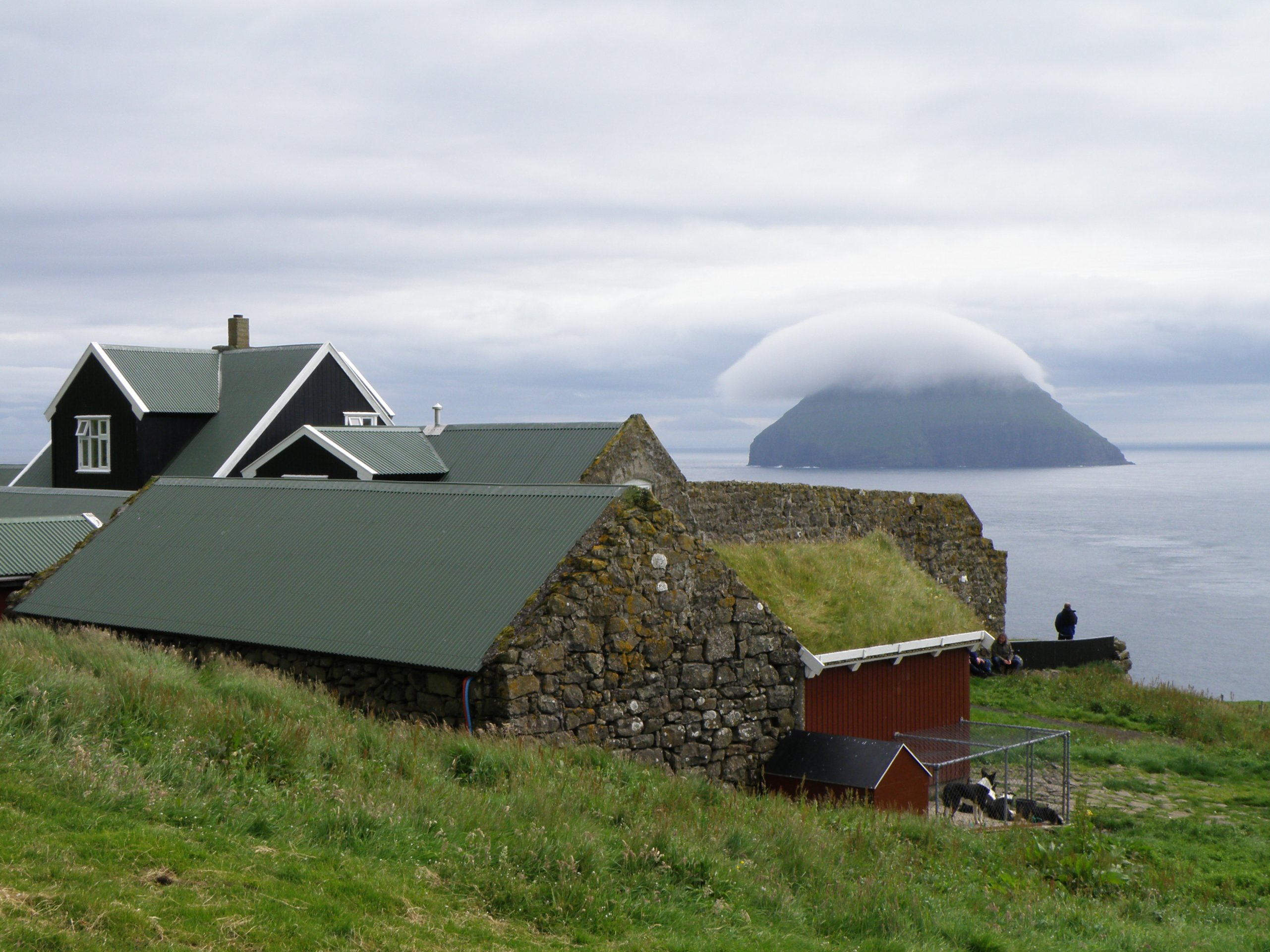
从大迪门岛上眺望小迪门岛